# إكس (منصة تواصل)
إكس (X)، وعرف مسبقًا باسم تويتر (بالإنجليزية: Twitter)، هو موقع تواصل اجتماعي أمريكي يقدم خدمة التدوين المصغر، والتي تتيح للمستخدمين إرسال "تغريدات" يمكن إعادة تغريدها أو الإعجاب بها من قبل المستخدمين الآخرين. تقتصر كل تغريدة على 280 حرفًا كحد أقصى، ويمكن نشرها عبر موقع إكس مباشرة أو من خلال الرسائل النصية القصيرة أو برامج المحادثة الفورية، وكذلك عبر التطبيقات التي يدعمها المطورون، مثل فيسبوك وغيره. تظهر التحديثات في صفحة المستخدم ويمكن للأصدقاء قراءتها من صفحتهم الرئيسية أو بزيارة الملف الشخصي للمستخدم. كما يمكن استقبال الردود والتحديثات عبر البريد الإلكتروني أو خلاصة الآر إس إس أو الرسائل النصية القصيرة، باستخدام أرقام خدمية في الولايات المتحدة، كندا، الهند، والمملكة المتحدة.
أُطلق الموقع لأول مرة في يوليو 2006 بعد تأسيسه في مارس من نفس العام على يد جاك دورسي، ونوح غلاس، وبيز ستون وإيفان ويليامز. حقق الموقع شهرة واسعة عالميًا، فبحلول عام 2012 تجاوز عدد مستخدميه 100 مليون مستخدم ينشرون أكثر من 340 مليون تغريدة يوميًا. كما سجلت خدمة البحث في الموقع 1.6 مليار استعلام يوميًا. بحلول عام 2013، أصبح تويتر ضمن أكثر 10 مواقع زيارة في العالم. واعتبارًا من عام 2016، بلغ عدد المستخدمين النشطين شهريًا أكثر من 319 مليون مستخدم. ازداد تأثير الموقع بشكل كبير خلال انتخابات الرئاسة الأمريكية لعام 2016، حيث تم نشر أكثر من 40 مليون تغريدة متعلقة بالانتخابات حتى الساعة العاشرة مساءً بالتوقيت الشرقي.
في 25 أبريل 2022، وافق مجلس إدارة تويتر على عرض إيلون ماسك للاستحواذ على المنصة مقابل 44 مليار دولار أمريكي.
وفي نوفمبر 2023، أعلن ماسك، مؤسس شركة xAI المتخصصة في تطوير أنظمة الذكاء الاصطناعي، عن إطلاق نسخة تجريبية لأول روبوت محادثة من تطوير الشركة تحت اسم Grok. هذه النسخة ستكون متاحة لعدد محدود من المستخدمين، مع إعطاء الأولوية للمشتركين في خدمة "بريميوم بلس" المدفوعة على منصة "إكس".

## التاريخ

### التأسيس وردود الفعل

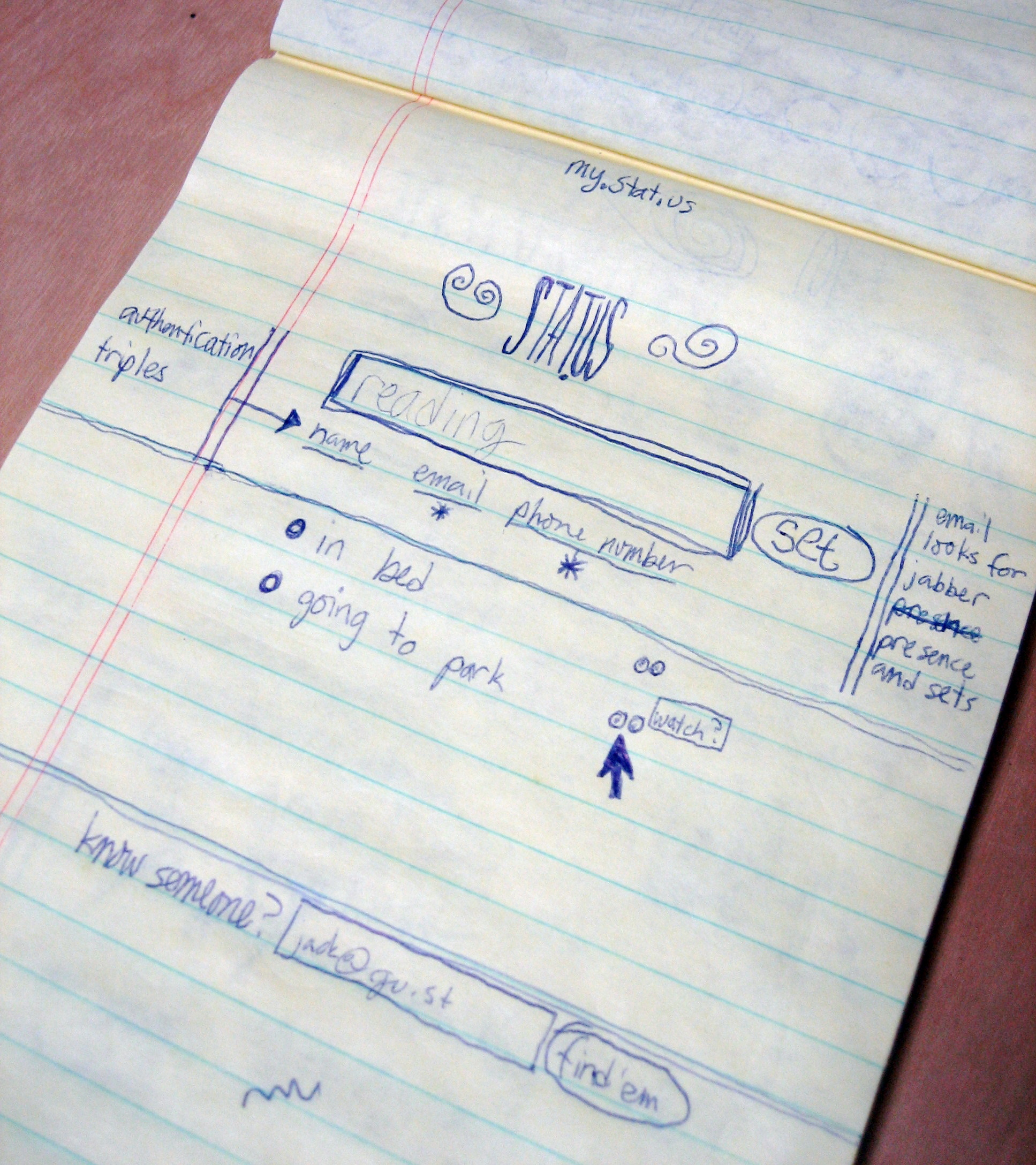
رسمة خطيّة على ورقة لجاك دورسي تعود لعام 2006 حيث تُصوّرُ خدمة الرسالة القصيرة القائمة على الشبكة الاجتماعية.

عقدَ الرباعي المؤسس لتويتر «جلسة عصف ذهني» من خلال بث صوتي لمُناقشة الموضوع والخروج بخلاصة. حينهَا اقترحَ جاك دورسي الطالب في جامعة نيويورك فكرة استخدام خدمة الرسائل القصيرة للتواصل مع مجموعة صغيرة في أماكن مُختلفة حولَ العالم،  وهذا ما وافقَ عليه باقي المؤسسين الثلاث. في الأصل؛ تمّ اختيار اسم حركي للخدمة وكان من المتوقع أن تحمل عنوان Twttr (تُقرأ تْوِتْرْ) لكنّ ويليامز طلبَ من نوح غلاس البحث عن اسم آخر فقرّر هذا الأخير ابتكار عنوان مكوّن من خمسة حروف فقط كما هو الحال مع موقع فليكر. تقرر في نهاية المطاف فتح موقع تْوِتْرْ (بالإنجليزية: twttr) لكن وبعد ذلك بنصف العام قرّر المبرمجين شراء استضافة موقع twitter.com التي كانت محجوزة بالفعل لكنهم تمكنوا من اقتنائها فغيروا الموقع إلى ما هو عليه اليوم. اختارَ المطورون في البداية رمزًا قصيرًا للموقع كانَ 10958 ثم تمّ تغييرهُ في وقتٍ لاحقٍ إلى 40404 بسبب سهولة هذا الرمز وشيوع استخدامه. بدأ العملُ في المشروع في 21 مارس من عام 2006 عندما نشرَ دورسي أول رسالة على الموقع وذلك على الساعة 9:50 مساءً بتوقيت المحيط الهادئ،  حيث أوضح فيها سبب استعمال «تويتر» كعنوان للموقع:
...قرّرنا استعمال كلمة تويتر، هو عنوان مثالي فعلًا حيث يجمع بينَ كتابة رسالة نصيّة قصيرة وبين التغريد كالطيور. هذا بالضبط ما كنّا نطمحُ له.
 وضعَ دورسي وزميلهُ فلوريان ويبر أول نموذج للموقع وقد اعتمدا فيه على خدمة أوديو،  ثم سرعان ما عرضا النسخة الكاملة للجمهور بحلول الخامس من يوليو 2006. بحلول تشرين الأول/أكتوبر من نفس العام دخلَ بيز ستون، إيفان ويليامز وغيرهما من أعضاء شركة أوديو للاستثمار والمُساهمة في موقع تويتر،  لكنّ شركة تويتر انفصلت عن أوديو بحلول نيسان/أبريل من عام 2007. خلال مقابلة صحفية معَ ويليامز عام 2013؛ تمّ سؤاله عمّا حصل وما سببُ الانفصال فكان ردّه مبهما حيث ذكر:
 موقع تويتر لم يكن واضحًا، هل هو شبكة اجتماعية؟ أم مدونة صغيرة؟ أم ماذا بالضبط؟ كان من الصعب تحديد هويّة الموقع ومع مرور الوقت بدأَ يتوضحُ شيئًا فشيئًا. في حقيقة الأمر تغيّر موقع تويتر قليلًا وبات فيما بعد عبارة عن شبكة لتحديث الحالة الاجتماعية للمستخدم!
يُعدّ حدث ساوث باي ساوث واست لعام 2007 نقطة تحول حقيقية في شعبية تويتر؛ فخلال ذلك الحدث بالذات ارتفعت عدد التغريدات على الموقع من 20.000 إلى 60.000 تغريدة يومية. خلال الحدث عُرِّضَت بعض التغريدات على شاشات بلازمة عملاقة مما أثارَ انتباه المئات من رواد المؤتمر الذين سارعوا لتجربته ومحاولة التغريد عليه. لقد اكتسب الموقع حينها ردود فعل إيجابية داخل المؤتمر حيث صرّح المدوّن سكوت بيل قائلًا عن تويتر: «سيكون الموقع الحاكم على الإطلاق» أمّا الباحثة في المواقع الاجتماعية دانا بويد فقد قالت أنّ «تويتر سيطرَ على المؤتمر بامتياز.» في السياق ذاته؛ وخلال نفس الحدث حصلَ مبرمجي الموقع على جائزة تقديرية معَ عبارة شكر ذكر فيها: «نود أن نشكركم على الـ 140 حرفًا أو أقل!» تواصلت شهرة الموقع بعدما نشرَ رائد الفضاء تيموثي كريمر العامل في ناسا أول تغريدة من خارج الأرض وبالتحديد من محطة الفضاء الدولية في 22 كانون الثاني/يناير 2010.
 بحلول أواخر تشرين الثاني/نوفمبر 2010 كانت تُنشرُ عشرة تحديثات يومية من قبل رواد الفضاء عبرَ حساب @NASA_Astronauts. ليس هذا فقط بل عملت وكالة ناسا على استضافة أكثر من 25 حدثا مباشرًا على الموقع وذلك من أجل توعية المشاهدين حول أهداف ناسا وما تقوم به.

### النمو
شهدت الشركة نموًا سريعًا وفي ظرف وجيز، حيث انتقل عددُ التغريدات من 400.000 تغريدة في الربع الثاني من عام 2007 إلى 100 مليون تغريدة في الربع الأول من عام 2008. بحلول شباط/فبراير 2010 قامَ مستخدمي تويتر بنشر 50 مليون تغريدة في يومٍ واحد. ثمّ في آذار/مارس 2010 سجّلت الشركة أكثر من 70.000 مستخدمًا جديدًا. اعتبارا من يونيو 2010؛ كانت تُنشر حوالي 65 مليون تغريدة بشكل يومي أي ما يعادل حوالي 750 تغريدة في كل ثانية. اعتبارا من آذار/مارس 2011 ارتفعَ عدد التغريدات اليوميّة إلى 140 مليون تغريدة. حسب موقع كومبيت.كوم فقد صار تويتر في المركز الثالث ضمن قائمة أكثر مواقع التواصل الاجتماعي استخدامًا وذلك في كانون الثاني/يناير 2009 بعدما كان في المرتبة الثانية والعشرين في وقتٍ سابق.

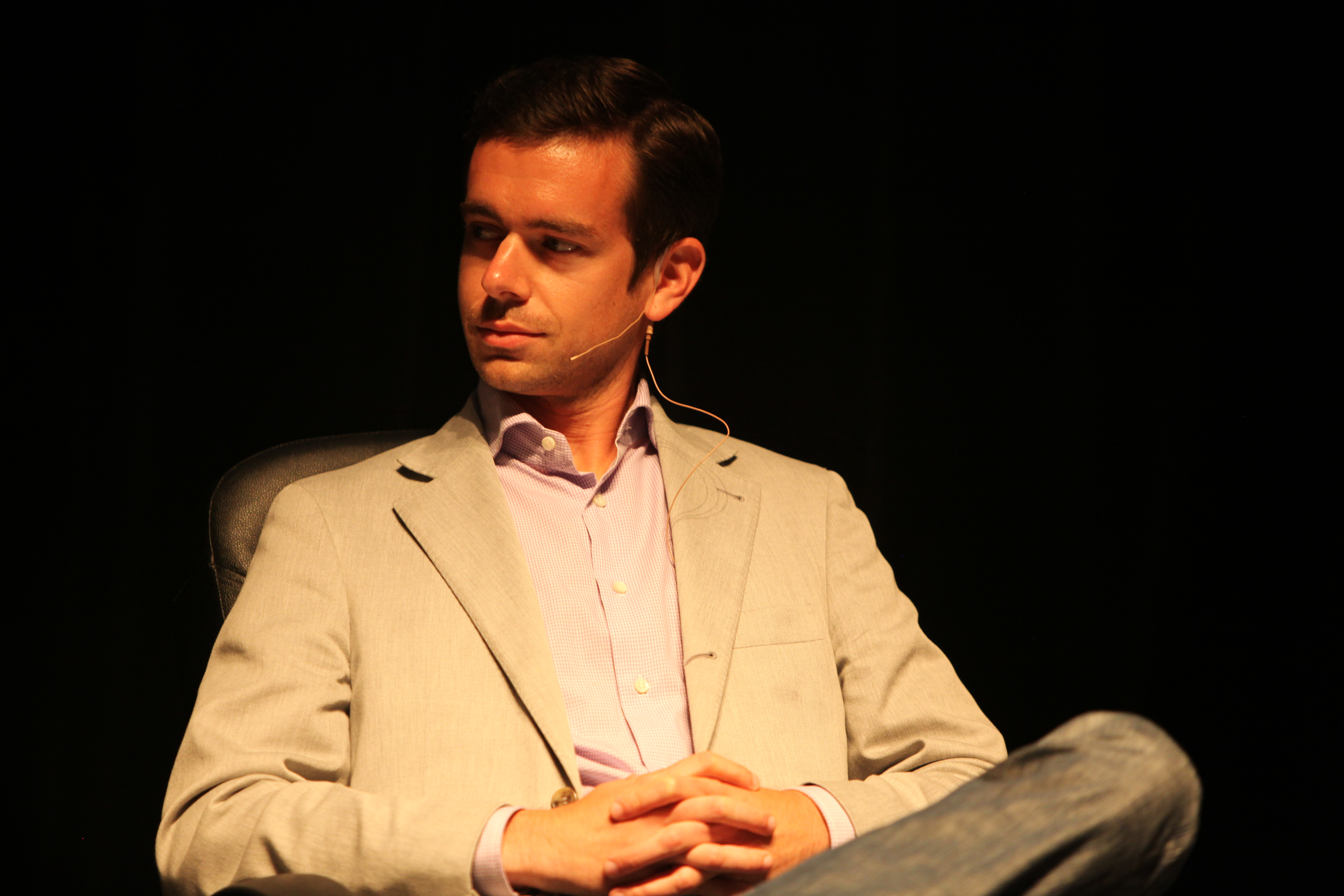
جاك دورسي المؤسس المشارك والرئيس التنفيذي لشركة تويتر في عام 2009.

عمدَ تويتر إلى استخدام الهاشتاجات خلال الأحداث البارزة للفت الانتباه فعلى سبيل المثال لا الحصر سجّلَ الموقع رقمًا قياسيًا جديدًا خلال كأس العالم لكرة القدم 2010 حيثُ نشرَ المشجّعين 2940 تغريدة في ثانية واحدة وذلك بعد هدف اليابان أمام الكاميرون في 14 حزيران/يونيو. تمّ كسر هذا الرقم القياسي بعدما غرّد المستخدمون بـ 3085 تغريدة انتصار لوس أنجلوس ليكرز في عام 2010 في نهائيات الدوري الأميركي للمحترفين. كُسر الرقم للمرة الثانية بعد تغريد 3283 تغريدة خلال ثانية واحدة عند انتصار اليابان على الدنمارك في كأس العالم. تمّ تسجيل رقم قياسي جديد خلال نهائي كأس العالم للسيدات عام 2011 والذي جمعَ بينَ اليابان والولايات المتحدة حيث تم نشر 7,196 تغريدة في ثانية واحدة. بحلول 25 يونيو 2009 تاريخ وفاة المغني الأمريكي الشهير مايكل جاكسون حقّقَ الموقع رقمًا جديدًا حيث تمّ كتابة كلمة «مايكل جاكسون» في 100.000 تغريدة خلال أقل من ساعة. اعتبارًا من 3 أغسطس 2013؛ فالرقم القياسي لعدد التغريدات في ثانية واحدة هو 143.199 تغريدة وذلك خلال عرض الفيلم التلفزيوني قلعة في السماء بعدما حطّم الرقم القياسي السابق الذي يُقدر بـ 33.388 تغريدة في ثانية واحدة خلال عرض نفس الفيلم.
استحوذت شركةُ تويتر على تطبيق أتيبيتس (بالإنجليزية: Atebits) في 11 أبريل/نيسان 2010. تطبيقُ أتيبيتس هذا كان قد نال جائزة التصميم التابعة لشركة أبل بعدما حقّق شهرة كبيرة لدى مُستخدمي ماكنتوش وآي فون. تمّ تحويل التطبيق رسميًا إلى تطبيق تويتر الذي يستعملهُ اليوم مستخدمي آيفون، آيباد والماك. في الفترة من أيلول/سبتمبر إلى تشرين الأول/أكتوبر 2010؛ بدأت شركة تويتر في طرح تطبيقها الذي حاولت موازنته معَ ما هو موجود في الموقع وشملت التغييرات القدرة على رؤية الصور ومقاطع الفيديو دون مغادرة تويتر نفسه من خلال الضغط على التغريدات التي تحتوي على روابط الصور ومقاطع من مجموعة متنوعة من باقي المواقع بما في ذلك يوتيوب وفليكر هذا فضلًا عن إصلاح كامل لواجهة التطبيق ولقضية الإشارة لباقي المستخدمين كما تمّ تعديل أيقونتي الرسائل وتسجيل الخروج. اعتبارًا من الأول من تشرين الثاني/نوفمبر 2010 تمّ تعميم هذه الميزات على جميع المستخدمين.

#### 2011 - 2014
بحلول الخامس من نيسان/أبريل 2011 عمل تويتر على اختبار تحديث جديد للصفحة الرئيسية،  ومع ذلك حصلَ خلل في التحديث مما اضطر الشركة إلى استرجاع النسخة السابقة إلى حين حل المشاكل المتعلقة ثم تمّ توزيع التحديث من جديد في 20 أبريل من نفس العام. في 8 كانون الأول/ديسمبر 2011؛ حدّثَ تويتر موقعه الإلكتروني مرة أخرى. هذا التحديث الجديد نالَ إعجاب الغالبية العظمى من المُستخدمين خاصّة بعدما سهل الوصول للعديد من الاحتياجات في حين قلّص من الإعلانات ومن نسبة ظهورها. بالإضافة إلى ذلك فقد تمّ إضافة أيقونات جديدة مثل الاتصال والاستكشاف وغيرها مما أثار غضب بعض مُستخدمي موقع فيسبوك الذين اتهموا شركة تويتر بمحاولة تقليد فيسبوك نفسه. في 21 فبراير 2012؛ أعلنت شركة تويتر عن شراكة طويلة المدى مع شركة ياندكس التي تهتمُ بتطوير محركات البحث. في السياق ذاته أوضحَ مدير تطوير الأعمال في تويتر أنه من المهم أن يكون المحتوى الذي تقدمه الشركة مُناسبًا مع ما يرغبُ فيه باقي المستخدمين. بحلول 21 آذار/مارس 2012؛ احتفلَ تويتر بعيد ميلاده السادس. حينها أعلن عن بعض الإحصاءات المهمة بما في ذلك توفره على أكثر من 140 مليون مستخدم هذا فضلًا عن نشر 340 مليون تغريدة في اليوم الواحد. في الواقع ارتفعَ عدد المستخدمين بنسبة 40% من أيلول/سبتمبر 2011 وذلك بعدما كان لا يتجاوز 100 مليون مستخدم حينَها. أعلنت الشركة في نيسان/أبريل 2012 عن فتحها لمكتب جديدٍ في ديترويت بهدف العمل مع باقي العلامات التجارية ووكالات الإعلان،  كما وسّعت في نفس اليوم من مكتبها في دبلن.
في الخامس من يونيو 2012؛ كشفت شركة تويتر النّقاب عن الشعار الجديد للموقع حيث قامت بإزالة النص العريض واكتفت بالطائر الأزرق المُغرّد. في الخامس من تشرين الأول/أكتوبر 2012 استحوذت تويتر على شركة صغيرة تهتمُ بتطوير مقاطع الفيديو على الويب ثم أعلنت عن عملها في كانون الثاني/يناير 2013. تمكّن موقع تويتر بفضل تلك الشركة الصغيرة من السماح للمستخدمين بنشر مقاطع فيديو وتداولها معَ بعضهم البعض. جدير بالذكر هنا أنّه وبسبب تدفق المحتوى غير لائق؛ منعَ متجر آبل تحميله لمنهم أقل من 17 سنة. بحلول الثامن عشر من ديسمبر/كانون الأول 2012؛ أعلنت شركة تويتر عن تجاوزها لحاجز الـ 200 مليون مستخدم نشط شهريًا بعدما كان العدد لا يتجاوز الـ 100 في سبتمبر 2011. في 28 كانون الثاني/يناير 2013؛ استحوذت الشركة على تطبيق كراشليتيكس (بالإنجليزية: Crashlytics) من أجل تحسين التطبيق على الجوال. ثم في 18 أبريل من نفس العام؛ أطلقت شركة تويتر تطبيقًا للموسيقى حمل اسمَ تويتر الموسيقى لأجهزة الآي فون فقط. واصلت تويتر استحواذها على الشركات الناشئة حيث تمكنت في 28 أغسطس من العام نفسه من ربح صفقة تطبيق ترندر (بالإنجليزية: Trendrr)،  ثم استحوذت كذلك على موب بيب (بالإنجليزية: MoPub) يوم 9 سبتمبر 2013. اعتبارًا من أيلول/سبتمبر من عام 2013؛ أظهرت بيانات الشركة أن 200 مليون مستخدم غرّد بأكثر من 400 مليون تغريدة بشكل يومي مع ما يقرب من 60% من التغريدات المرسلة من الأجهزة النقالة. أعلنَ تويتر في 4 يونيو/حزيران 2014 أنه سوف يستحوذ على شركة نامو ميديا وهي شركة تقنية متخصصة في الإعلانات التي تستهدفُ الأجهزة المحمولة. ثم سيطرت في 19 حزيران/يونيو من نفس العام على موقع سنابي تي في (بالإنجليزية: SnappyTV) وهي خدمة ساعدت على تحرير ومشاركة الفيديو من خلال البث التلفزيوني. تمكنت شركة تويتر في تموز/يوليو من نفس العام كذلك من شراء شركة صغيرة تسمى كارد سبرينغ (بالإنجليزية: CardSpring) مُقابل مبلغ لم يُكشف عنه. مكّنت كارد سبرينغ هذه المتسوقين عبر الإنترنت من المُزامنة التلقائية لِبطاقات الائتمان الخاصة بهم من أجل الحصول على خصومات عند التسوق في متاجر مُحدّدة. واصلت تويتر السيرَ على نفس المنوال حيث تمكنت من السيطرة يوم 31 تموز/يوليو 2014 منَ السيطرة على شركة أمن صاعِدة تُدعى ميترو (بالإنجليزية: Mitro)
. أعلنت تويتر في الأول من 29 أكتوبر 2014 عن شراكة جديدة مع شركة آي بي إم. تهدفُ الشراكة إلى مساعدة باقي الشركات على استخدام بيانات تويتر لفهم العملاء والشركات وغيرها من الاتجاهات.

#### 2015 والنمو البطيء
بحلول 11 فبراير 2015 أعلنت تويتر عن اكتسابها لمكانة إعلانية ضمنَ باقي شبكات التواصل الاجتماعي خاصّة بعدما سيطرت على عددٍ من الشركات العاملة في هذا الموضوع؛ حيث أنفقت أزيد من 50 مليون دولار لربح كل تلك الصفقات. سيطرت شركة تويتر في 13 آذار/مارس من نفس العام على برنامج بيريسكوب وهو التطبيق الذي يتيح بث الفيديو بشكل مُباشر. غيّرت الشركة من موقعها في نيسان/أبريل 2015 حيثُ أدخلت بعض التعديلات عليه. بعد ذلك بوقت قصير تمكّنت الشركة مُجددًا من السيطرة والاستحواذ على شركة تيل آبارت (بالإنجليزية: TellApart) المُختصة في إعلانات شركة التكنولوجيا بمبلغ وصل لـ 532 مليون دولار. تباطأ نموّ الشركة في وقتٍ لاحق من ذلك اليوم حيثُ تراجعت ثروتها،  كما كفّ بعض رجال الأعمال من الداخل عن تمويلها،  هذا فضلًا عن ضُعف التسويق في فترة من الفترات. لكن وبالرغم من ذلك فقد تمكنت إدارة تويتر في حزيران/يونيو 2016 من تطوير تقنية الذكاء الاصطناعي بعدما أنفقت حوالي 150 مليون دولار في هذا الموضوع.

#### الطرح العام الأولي

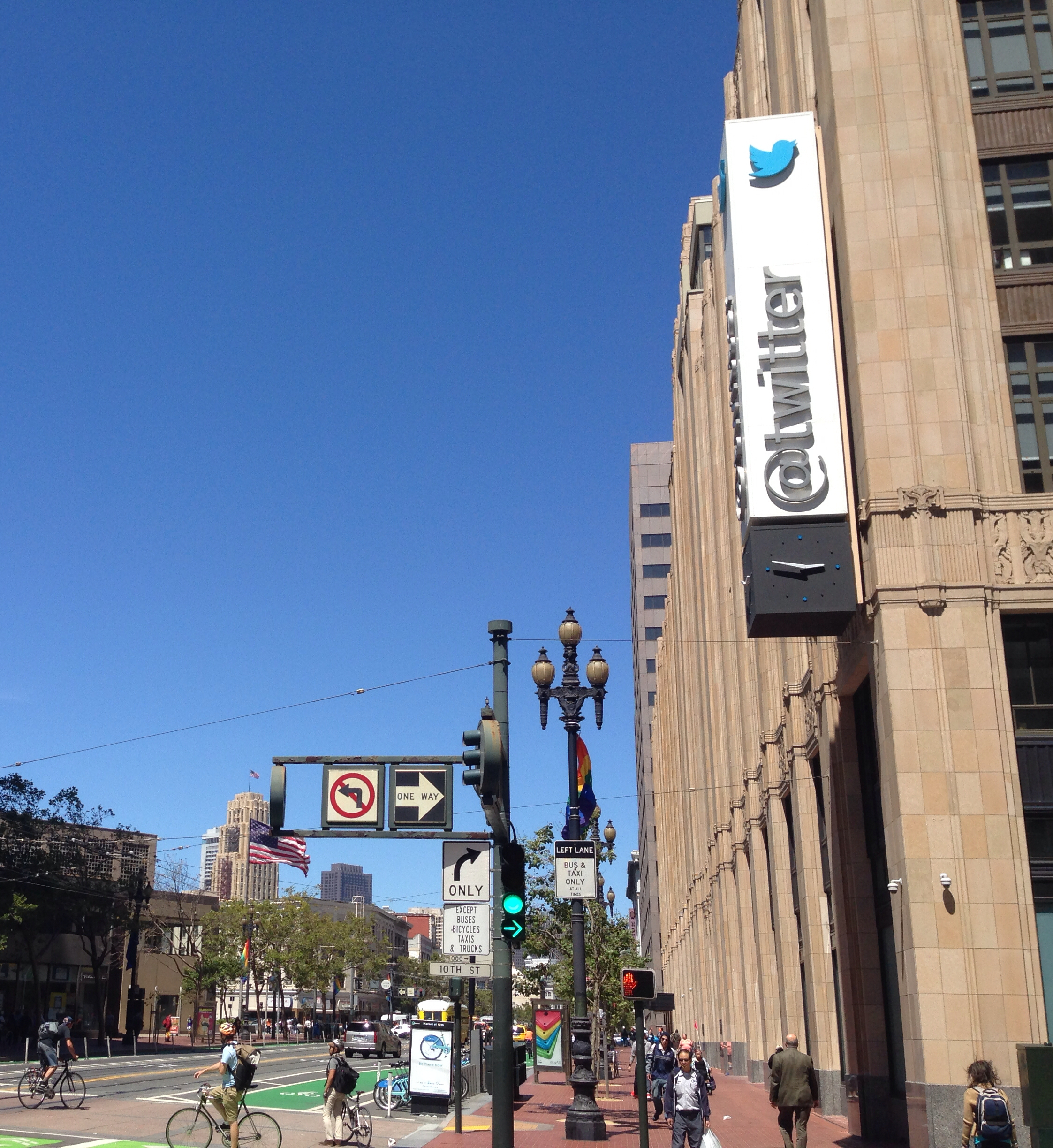
مقر شركة تويتر في سان فرانسيسكو، كاليفورنيا بالولايات المتحدة.

أعلنت تويتر في 12 أيلول/سبتمبر 2013 عن تقديمها لبعض الأوراق الخاصّة بالشركة لِصالح هيئة الأوراق المالية والبورصات الأمريكية وذلك من أجل إطلاق سوق الأوراق المالية. تبيّن في وقت لاحق - حسب تسريبات وسائل الإعلام - أنّ الشركة قد قدّمت 800 صفحة لدخول البورصة. في حقيقة الأمر كانت شركة تويتر تعتزمُ رفع مليون دولار أمريكي كأساس سوق الأسهم لأول مرة. نصَّ الاكتتاب الأولي على ضرورة نشاط 200.000.000+ مستخدم شهريًا هذا فضلًا عن نشر نصف مليار تغريدة في اليوم الواحد. في 15 تشرين الأول/أكتوبر 2013 تم تعديل بنود الإيداع،  خاصّة بعدما لم تُحق الشركة ما كان متوقعًا بالنسبة لبورصة نيويورك لكنها سحقت التكهنات بخصوص أسهم التداول في بورصة ناسداك. في السادس من تشرين الثاني/نوفمبر 2013؛ كانَ هناك حوالي 70 مليون سهم للتداول بسعر 26 دولارًا أمريكيًا للسهم الواحد حسب ما جاء في وثائق جولدمان ساكس. قامت الشركة في السابع من نوفمبر 2013 بتداول أسهمها في بورصة نيويورك حيث افتُتحت بـ 26 دولارًا أمريكيًا للسهم الواحد ثم وصلت إلى 44.90 دولارًا أمريكيًا عند نهاية التداول لتُقدَّر بذلك قيمة الشركة بحوالي 31 مليار دولار أمريكي. تمّ تداول بعض الأسهم في اليوم نفسه فحصلَ ويليامز على مبلغ قدره 2.56 مليار دولار فيما نالَ دورسي مبلغ 1.05 مليار دولار في حين تلقّى كوستولو (مستثمر جديد في الشركة) مبلغ 345 مليون دولار. بحلول الخامس من شباط/فبراير 2014؛ نشرت الشركة نتائجها الأولية كشركة مساهمة عامة وقد بلغت نسبة خسائرها الصافية مبلغَ 511 مليون دولار في الربع الرابع من عام 2013. في 5 يناير/كانون الثانس من عام 2016؛ علّق الرئيس التنفيذي للشركة جاك دورسي على التقرير ثم أكّد عزمهُ على توسيع عدد الحروف المسموح بها إلى 10,000 حرف وإضافة أيقونة «اقرأ المزيد» - كما هو الحال في فيسبوك - عندَ تجاوز الـ 140 حرفًا ثم قال: «لن يفقد تويتر شيئًا بل سنسمحُ للمستخدمين بالتعبير أكثر.» ارتفعت أسهم تويتر في سبتمبر 2016 بنسبة 20% وذلك بعد دخول مشترين مُحتملين كبار مثلَ جوجل،  مايكروسوفت،  ساليسفورس،  فيريزون وشركة والت ديزني. في السياق ذاته ذكر مجلس إدارة تويتر أنّ الصفقة قد تتمُ بحلول نهاية عام 2016. ومع ذلك؛ لم تجرِ أيّ صفقة حيث انتشرت الكثير من الشائعات التي تُفيد بأنّ جميع المشترين المحتملين قد تراجعوا بسببِ المخاوف بشأن اختراق الخدمة أو شيء من هذا القبيل.

### استحواذ إيلون ماسك
اشترى إيلون ماسك حصة نسبتها 9.1% من تويتر بقيمة 2.64 مليار دولار أمريكي في 4 نيسان/أبريل 2022. تفاعلًا مع ذلك، ارتفعت أسهم تويتر بنسبة 27% وهي قيمة تمثل أكبر ارتفاع لها في يوم واحد منذ طرح تويتر للاكتتاب العام في 2013. قُدّم لماسك مقعد في مجلس الإدارة كجزء من الصفقة التي منعت ماسك من الاستحواذ على أكثر من 14.9% من أسهم الشركة، لكن الملياردير الأمريكي قرَّر عدم الانضمام لمجلس الإدارة قبل أن يُصبح انضمامه ساري المفعول ابتداءً من 9 أبريل 2022.
قدم ماسك «عرضًا غير مرغوب فيه» في 14 نيسان/أبريل من نفس العام للاستحواذ على تويتر مقابل 43 مليار دولار وجعْلِه شركة خاصة. في سياق القيود المفروضة على منصات الإنترنت التي وضعتها الحكومات في جميع أنحاء العالم، قال ماسك إن «تويتر يجب أن يتوافق مع قوانين الدولة» وركَّز على سياسة وسيط تويتر وخوارزميات التوصية فيه. فعل مجلس إدارة تويتر إستراتيجية «الحبوب السامة» في 15 أبريل، والتي من شأنها أن تسمح للمساهمين بشراء أسهم إضافية في حالة حدوث عملية استحواذ معادية كوسيلة لمنع استحواذ ماسك. قدَّم ماسك في 20 نيسان/أبريل عرضًا فعليًا للاستحواذ قدره 46.5 مليار دولار، ثمّ أعلنَ مجلس الإدارة في 25 من نفس الشهر قبول عرض ماسك. تحدث ماسك عن نيته جعل خوارزمية التغريدات مفتوحة المصدر بهدف تعزيز الشفافية، وحظر البوتات والحسابات الوهميّة، والتعديل على سياسة توثيق الحسابات.

## الخطّ الزمني
هذا هو الخط الزمني لخدمة التدوينات المُصغّرة إكس.
| الفترة الزمنية                                     | التطورات الرئيسية |
| -------------------------------------------------- | --- |
| آذار/مارس 2006 – آذار/مارس 2007                    | يظهر موقعُ تويتر للعلن ويبدأ في النمو ببطء حتى آذار/مارس 2007 حينما يُحقّق قفزةً كبيرةً من حيث عدد المستخدمين وذلك بعد عرضِ الموقع في مؤتمر ساوث باي ساوث واست |
| نيسان/أبريل 2007 – تشرين الأول/أكتوبر 2008         | يواصلُ تويتر نموّه بسرعةٍ تحت قيادة الرئيس التنفيذي جاك دورسي الذي كان قد أنهى جولتين لجمعِ التمويل اللازم للموقع كما أعلنَ عن بداية استخدام علامة المربع داخل الموقع. |
| تشرين الأول/أكتوبر 2008 – تشرين الأول/أكتوبر 2010  | يتنحى جاك دورسي عن منصبِ الرئيس التنفيذي لصالحِ إيفان ويليامز. يواصلُ موقع تويتر جمع الأموال كما يحصلُ على بعض الدعاية بعد فتح عددٍ من المشاهير حسابات فيه. خلال هذه الفترة؛ تُنشر أول تغريدة في الموقع مباشرةً من الفضاء كما يُعلن تويتر أنه سيسمح للمستخدمين – بما في ذلك الشركات – بالترويج لتغريداتهم من أجل الوصول لشريحةٍ أكبر من الزوار. |
| تشرين الأول/أكتوبر 2010 – تشرين الأول/أكتوبر 2013  | يتنحى إيفان ويليامز عن منصب الرئيس التنفيذي لخلفهِ ديك كوستولو. تبدأُ الشركة في إجراء عمليات الاستحواذ؛ فتصلُ قيمتها لحوالي 800 مليون دولار كما تبدأُ خططها الإعلانية في تحقيق المراد فيتمّ إعادة تصميم الموقع وإضافة بعض الميزات الجديدة.                                                                                                  |
| تشرين الأول/أكتوبر 2013 - تشرين الثاني/نوفمبر 2014 | يُعلن تويتر عن خطط لطرح بعض أسهم الشركة في الاكتتاب العام؛ ثمّ تزداد وتيرة عمليات الاستحواذ للشركة بشكل كبير بعد عمليّة الطرح الأولي. |
| تشريت الثاني/نوفمبر 2014 – تمّوز/يوليو 2015         | تُطلق شركة تويتر المزيد من الميزات على غرار مرشح الجودة؛ اللحظات والقوائم كما يتغيّر نوعًا ما من موقع يعرض التغريدات الأخيرة للأشخاص الذين تتابعهم إلى موقع يُساعد مستخدميه في معرفة الأحداث الرائجة والأخبار العاجلة بالإضافة إلى تقديم موجز عن كلّ المواضيع تقريبًا.                                                                       |
| تمّوز/يوليو 2015 – تشرين الثاني/نوفمبر 2021         | يُغادر ديك كوستولو موقع تويتر؛ ويتولى جاك دورسي دور الرئيس التنفيذي المؤقت. يُلاحظ البعض أن «غرائز المُؤسّس» تؤثر على الاتجاه الجديد للمُنتَج. |
| تشرين الثاني/نوفمبر 2021 – الحاضر                  | يُغادر جاك دورسي موقع تويتر؛ ويتولى باراغ أغراوال دور الرئيس التنفيذي المؤقت. |

## القيادة
تشغلُ ليندا ياكارينو منصبَ الرئيس التنفيذي للشركة.
كان دورسي يشغل المنصب قبل استحواذ ماسك، وقد زادت شهرة هذا الرجل بفضل سياساته التي مكّنت تويتر من الحِفاظ على مكانته حيث قام باستدعاء أصحاب رؤوس الأموال الذين دعموا الشركة بشكل واضح. بحلول 16 تشرين الأول/أكتوبر 2008 تولى ويليامز منصب الرئيس التنفيذي فيما أصبحَ دورسي رئيس مجلس الإدارة. أعلنَ ويليامز يوم 4 تشرين الأول/أكتوبر 2010 تنحيه من منصب الرئيس التنفيذي وعُيّن مكانه ديك كوستول مدير العمليات السابق للشركة. في الرابع من أكتوبر 2010 نشرَ ويليامز إعلانا ذكر فيه أنه سيبقى مع الشركة حيث سيُركزُ على إستراتيجية مُعيّنة للنهوض بها.
وفقًا لصحيفة نيويورك تايمز فإنّ «هناكَ علاقة وثيقة تربطُ السيد دورسي والسيد كوستولو حتّى عندما كانَ ويليامز بعيدًا.» أمّا مجلة بي سي فقد ذكرت «أنّ وليامز لم يعد يُشارك في ما يجري داخل الشركة لكنّه يُركز في الوقت الحالي (آنذاك) على انطلاقة جديدة حيثُ أصبح عضوًا في مجلس الإدارة ووعد بتقديم الساعدة بأي طريقة ممكنة.» عادَ دورسي لتويتر في مارس/آذار 2011 في منصبِ الرئيس التنفيذي وركّزَ على تطوير المنتجات. في ذلك الوقت عملَ على تأسيس مكتب له على مسافة قريبة من مقر تويتر في سان فرانسيسكو. بالرغم من كل هذه التغييرات فالشركة ستشهدُ هوّة في أيلول/سبتمبر 2011 حيث استقال عددٌ من أعضاء مجلس الإدارة والمستثمرين بما في ذلك فريد ويلسون وبيجان من مجلس الإدارة. في وقت لاحق من العام الموالي وبالتحديد في أكتوبر/تشرين الأول 2012 أعلنت شركة تويتر عن استقدامها المدير التنفيذي السابق لشركة جوجل مات ديريلا ليُصبح مدير وكالة الأعمال الجديد. بحلول 10 حزيران/يونيو 2015 أعلن الرئيس التنفيذي للشركة ديك كوستولو عن نيّته الاستقالة في 1 يوليو من عام 2015.

## السمات والمظهر

### الشعار

شعار تويتر في الفترة المُمتدة من 15 يوليو 2006 إلى 14 سبتمبر 2010.

تمكّن تويتر من صُنع علامة أو ميزة خاصة به تمثلت بالأساس في كلمة «تغريدة» هذا فضلا عن صورة الطائر الأزرق المٌغرّد. إنّ الشعار الأصلي للموقع هو غاية في البساطة - من ناحية التصميم - حيثُ يقوم على كلمة تويتر بالحروف اللاتينية مع لون أزرق مفتوح. تم إطلاق هذا الشعار بشكل رسمي في آذار/مارس 2006 واستمرّ حتى أيلول/سبتمبر 2010 حينما تم تعويضهُ بصورة طائر مغرد أزرق من تصميم مصمم الجرافيك البريطاني سيمون أوكسلي. تم تعديل هذه النسخة في وقتٍ لاحق من قِبل لاري بيرد الذي حاول تصغير كلمة تويتر وإبراز صورة الطائر. بحلول عام 2012؛ كشفت شركة تويتر النقاب عن ثالث شعار في تاريخها حيث تم الإبقاء على «طائر تويتر» فقط دون كتابة. وفقًا لمصمّم هذه النسخة دوغلاس بومان فإنّ الشعار الجديد يشبه أزيرق الجبل.

شعار تويتر السابق مُنشأ بالكامل من مناطق محصورة بين دوائر.

### الخط
أعلنَ تويتر في 30 مايو 2014 عبر بيان رسمي: «بدءًا من اليوم سنعتمدُ على خطٍّ جديد في الموقع حيثُ سننتقل من هيلفيتيكا إلى جوثام.»

### التغريدات
عادة ما تكون التغريدات مرئية للكل لكن للمستخدم إمكانية تعديلها من خلال تعيين المتابعين فقط أو غيرهم. يستطيعُ كل مستخدم التغريد عبر الموقع الرسمي على النت أو من خلال التطبيق الرسمي على الهواتف الذكية أو حتّى من خلال خدمة الرسائل القصيرة - متوفرة في بعض البلدان -. يمكن للمستخدمين إعادة تغريد تغريدة مُستخدم آخر كما يُمكن عمل «مُتابعة» للاطلاع أولًا بأول على ما يقوم به المُتابَع هذا فضلًا عن عملية إبداء الإعجاب والتعليق على المُحتَوى. يسمحُ إكس للمستخدمين بتحديث صفحتهم الشخصية عبر الهاتف المحمول إما عن طريق الرسائل النصية أو عن طريق بعض التطبيقات المحدّدة على الهواتف الذكية والأجهزة اللوحية. يعتمدُ إكس في عمله على بروتوكول الدردشة عبر الإنترنت وذلك لتوفير الحماية لباقي المستخدمين. وفقًا لبحث نُشر في نيسان/أبريل عام 2014 فإنّ حوالي 44% من حسابات المستخدمين لا أو لم تقم بالتغريد. جدير بالذكر هنا أنّ أولَ تغريدة نُشرت في الموقع كانت من المؤسّس المشارك جاك دورسي على الساعة 12:50 بتوقيت المحيط الهادئ،  فيما يُعدّ رائدي الفضاء نيكولا ستوت وجيف وليامز أولَ من قاما ببث حيّ من محطة الفضاء الدولية - خارج الأرض - مع حوالي 35 عضوًا من الجمهور في مقر ناسا بواشنطن العاصمة.

#### المحتوى

محتوى التغريدات وفقًا لإحصائيات الموقع
أخبار (3.6%)
رسائل البريد مُزعجة (3.8%)
إعلانات (5.9%)
تغريدات عشوائية أو خارِجة عن السيّاق (40.1%)
محادثات (37.6%)
أخرى (8.7%)

قامت شركة تحليلات المواقع في سان أنطونيو بتحليل حوالي 2,000 تغريدة صادرة من الولايات المتحدة ومكتوبة باللغة الإنجليزية على مدى فترة أسبوعين في أغسطس 2009 من الساعة 11:00 صباحا إلى 5:00 مساء بتوقيت الولايات المتحدة ثم قامت بعد ذلك بتدوين النتائج من خلال تقسيمها إلى ستّ فئات. حسب ما جاء في النتائج؛ فإنّ الثرثرة أو الكلام غير المُفيد احتلّ الصدارة بنسبة بلغت تقريبًا 40% فيما حلّت المحادثات في الربتة الثانية مع نسبة بلغت 38%. أما المرتبة الثالثة فكانت من نصيب أمور أخرى بنسبة 9% ثم جاءت رسائل البريد المزعج (السخام أو السبام) في المرتبة الرابعة بنسبة جاوزت الـ 6% ثم أخيرًا التغريدات حول الأخبار بنسبة 4%.

#### الشكل
يسمحُ إكس بعددٍ من المزات والسمات بما في ذلك استخدام علامة المربع – الكلمات أو العبارات المسبوقة بعلامة "#" وبالمثل فإن رمز "@" يُقصد به الإشارة لاسم المستخدم حتّى يصلُ له إشعار يُخبره بأن المستخدم فلان قد أشار لك في هذا الموضوع للانتباه له أو للرد عليه. هناك ميزة أخرى تتمثلُ في إعادة تغريد الرسائل أو بالأحرى إعادة مُشاركتها. في أواخر عام 2009؛ تمّ إضافة ميزة «قوائم تويتر» التي تُمكّنُ المستخدمين من متابعة قوائم المؤلفين بدلًا من المؤلفين أنفسهم.
من خلال الرسائل القصيرة؛ يمكن للمستخدمين التواصل مع إكس من خلال خمسة بوابات: الرموز قصيرة في الولايات المتحدة، كندا، الهند، نيوزيلندا وجزيرة مان. هناك أيضًا رمزٌ قصير في المملكة المتحدة والتي لا يمكن الوصول إليها إلا من يستخدمون شبكة فودافون،  أمّا في الهند فإكس يدعم فقط بهارتي إيرتيل. في السياق ذاته عكف مطورو ويب على إنشاء منصة بديلة تٌسمى إس إم إس تويت (بالإنجليزية: smsTweet) والتي تعملُ على جميع الشبكات. تم تصميم منصة مماثلة حملت اسمَ جلادلي كاست (بالإنجليزية: GladlyCast) وذلكَ لمستخدمي الهاتف المحمول في سنغافورة وماليزيا.
تميّز الموقع بفضل الـ 140 حرفًا التي يسمحُ بها خلال نشر التغريدة وهي خدمة مُماثلة تقريبًا لما هو الأمر عليه في خدمة الرسائل القصيرة كما أنّها تُساعد على استعمال منهج اختزال الرسالة. في الوقت ذاته ظهرت مواقع أخرى تُساعد على تقصير الروابط مثل بتلي وغيرها الكثير هذا فضلًا عن خِدمة استضافة واستيعاب الوسائط المتعددة خاصّة تلكَ التي يتجاوزُ عنوانها الـ 140 حرفًا. منذ يونيو/حزيران 2011 ومستخدمي تويتر يعتمدون على خدمات تقصير روابط العناوين عند نشر التغريدات وذلك لتفادي تجاوز قانون الـ 140 حرفًا. في عام 2016؛ أعلن تويتر أن الوسائط مثل الصور ومقاطع الفيديو بات من الممكن نشرها دون التأثير على خاصيّة الـ 140 حرفًا. ليسّ هذا فقط بل إنّ المرفقات والروابط أيضًا لم تعد جزءا من الحد الأدنى للحروف. بحلول عام 2017؛ زادَ تويتر التغريدة إلى 280 حرفًا،  لكنّه صار يحتسب الشكل في اللغة العربية حرفًا ونفس الأمر بالنسبة للحروف اللاتينية المشكولة أو باقي رموز الويب.

#### المواضيع الرائجة

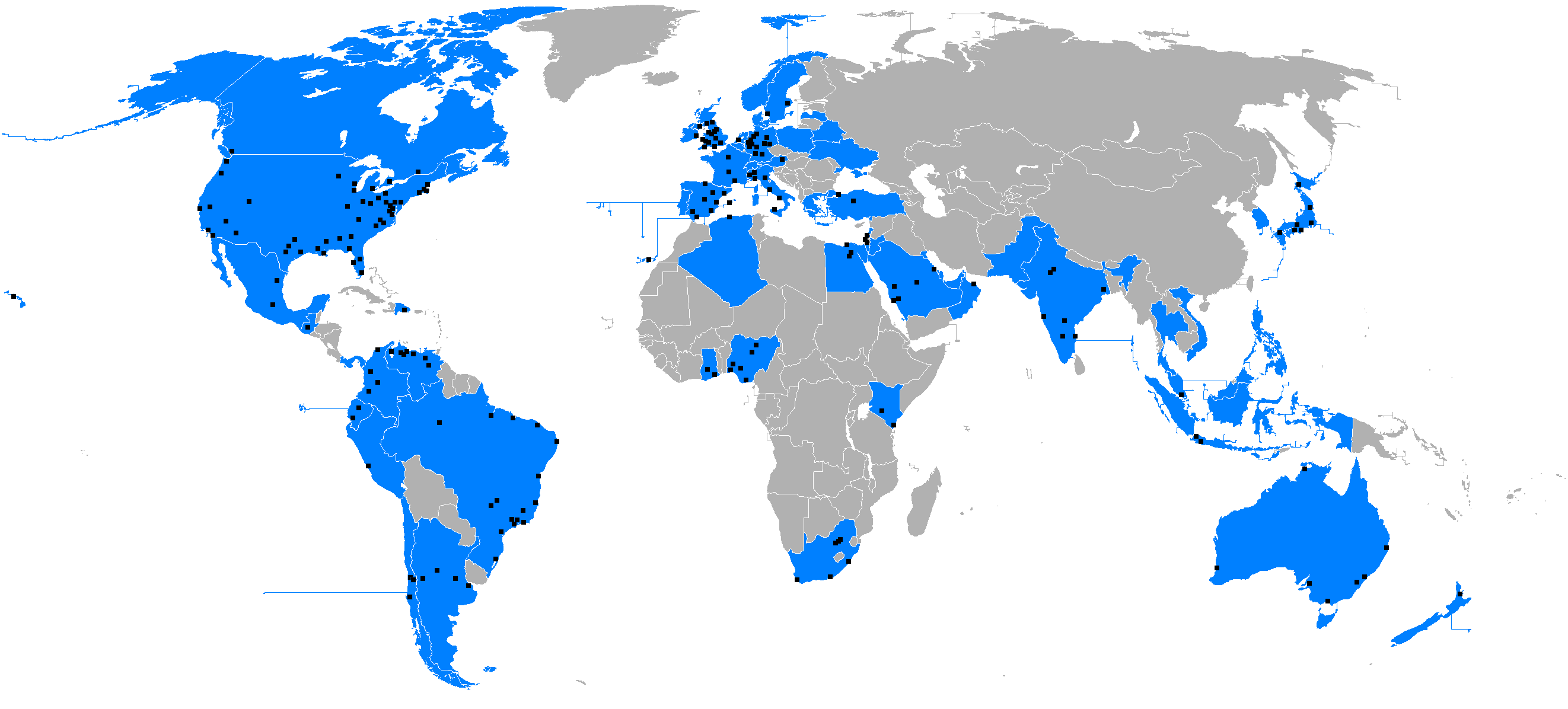
البلدان التي تتصدر مواضيع رائجة حولها.

تُشير عِبارة «المواضيع الرائجة» إلى تلك المواضيع التي تلقى رواجًا أكثر من غيرها أو بالأحرى تلك الكلمة التي تتكررُ كثيرًا في تغريدات المستخدمين. تُصبح بعض المواضيع رائجة لسببين؛ الأول يتعلقُ بالحدث مما يدفعُ الناس إلى الحديث عن ذاك الموضوع وإدلاء رأيهم فيه أما الثاني فيتعلقُ بتظافر جهود عشرات المستخدمين لإيصال الموضوع لقائمة المواضيع الرائجة على مستوى العالم. تُساعد هذه المواضيع الرائجة تساعد مستخدمي الموقع على فهم ما يحدث في العالم وما آراء الناس حول ذلك. بين الفينة والأخرى يقومُ بعض المراهقين بتعمد استهداف موضوع معين من أجل دفع باقي المستخدمين حوله. عادة ما يكون ذلك المراهق من مُعجبي موسيقي مُعين وفي العادة ما ترتبط هذه المواضيع بأسماء مُحدّدة مثل ليدي غاغا (يُطلق معجبي الفنانة على أنفسهم اسم الوحوش الصغيرة)، جاستن بيبر (ذا بيبرز)، ريانا واتجاه واحد (ديريكشنرز) هذا فضلًا عن مُعجبي رواية الشفق الذي يُحاولون في كل مرة تصدر «الترند العالمي» ويُطلقون على أنفسهم لقبَ تويهاردز ثم هناك معجبي شخصية هاري بوتر والمعروفين أكثر باسم بويتردز. في الآونة الأخيرة؛ غيّر تويتر من سياسته وطوّر بعضًا من خوارزمياته لمنع هذا التلاعب بالقوائم الرائجة. على مستوى الموقع فإنّ إكس يعرضُ واجهة ويب تضم قائمة من الموضوعات على الشريط الجانبي في الصفحة الرئيسية جنبا إلى جنب مع عبارة طالع الصورة. نادرًا ما يفرضُ إكس رقابة على المحتوى لكنه يتدخل أحيانًا لمنع انتشار بعض الهاشتاجات المسيئة أو المهينة مثل ما حصل مع هاشتاج #Thatsafrican،  وكذلك هاشتاج #thingsdarkiessay وذلك بعد أن اشتكى عددٌ لا بأس به منَ المستخدمين منها. انتشرت كذلك بعض الادعاءات التي تُفيد بأن تويتر قد قام بإزالتة بعض الهاشتاجات المحددة مثلَ #NaMOinHyd المُتعلقة بالمؤتمر الوطني الهندي.

### إضافة المحتوى
هناك العديد من الأدوات لإضافة محتوى ورصد محتوى المحادثات بما في ذلك تلك التطبيقات الصادرة عن شركة إكس نفسها مثلَ تويتدك، هوتسوت وتويترفيد. اعتبارًا من عام 2009 فإنّ أقل من نصف التغريدات المنشورة قد تم نشرها باستخدام شبكة الإنترنت وبالتحديد من تطبيق الموقع على الهاتف وذلك استنادًا إلى تحليل 500 مليون تغريدة.

### التحقق من الحسابات
في حزيران/يونيو 2009؛ انتقد كانييه ويست إدارة موقع تويتر بسبب فشلها في إغلاق حسابات وهمية لا تعود لبعض المشاهير وتعملُ على تضليل المُتابعين. في الوقت ذاته أقرّت الشركة عملية التحقق من الحسابات. حسب ما جاء في البيان الذي نشرته الشركة فإنّ عملية التحقق تتم بعد اتصال إدارة الموقع بالشخص المعني بالأمر والتحقق من أنه هو مالك الحساب وهو الذي يُديره. بعد فترة تجريبية؛ قررت شركة تويتر الإبقاء على الميزة وتطويرها وذكرت في بيانها أنها ستقوم بالتحقق من حسابات المشاهير لا غير بينما لا تشملُ هذه الخاصيّة الجمهور العام. بحلول تموز/يوليو 2016 أعلنت شركة تويتر عن منحها بعض الحسابات للعلامة الزرقاء (حساب موثوق) وذلك حين تأكد العاملين في الشركة من أنّ الحساب يُفيد المصلحة العامة ولا ينطوي على أي شيء قد يضر بالمجتمع. اعتبارًا من تشرين الثاني/نوفمبر 2017؛ استنكرَ تويتر تحققهُ من حساب جوليان أسانج على الرغم من طلبات هذا الأخير المتكررة. أوقفت الشركة في تشرين الثاني/نوفمبر 2017 عملية التحقق وأعلنت عن خطط لتحسين الاستجابة. في الثامن من مارس 2018 وخلال منتدى لايف ستريم ناقشَ دورسي فكرة السماح لأي مستخدم بالحصول على خاصية التحقق من الحساب حيث قال: «هناك نية لفتح خاصية التحقق على الجميع، فقط يجبُ علينا أن تفعل ذلك بالطريقة الصحيحة ... يُمكن للناس أن يستفيدوا من هذه الخاصيّة كما لا يجبُ أن ننحاز لطرف على آخر.»

### خدمة إكس بلو
بعد استحواذ ايلون ماسك على تويتر، أعلن نيته تغيير سياسة توثيق الحسابات بحيث تصبح بمقابل 8 دولارات شهرياً ولدول معينة عبر خدمة "تويتر بلو" التي تتيح خفض عدد الإعلانات التي تظهر للمشتركين إلى النصف "تقريباً" كما ستتيح للمستخدمين إمكانية نشر مقاطع فيديو أطول، وإظهار حساباتهم وتغريداتهم في مقدمة نتائج البحث. بالاضافة إلى دعم اظهار صورة NFT كصورة شخصية للحسابات، وإمكانية تعديل التغريدات بعد نشرها.
لاحقاً وبعد انتقادات عديدة وتوقف مؤقت، أعادت تويتر اطلاق خدمة توثيق الحسابات لمشتركي خدمة "تويتر بلو" بحيث تظهر الاشارة الزرقاء بجانب حسابات المستخدمين العاديين، والصفراء للشركات والمؤسسات، والرمادية للحكومات ورؤساء الدول.

### التطبيقات
عملت شركة إكس على تصميم تطبيق يعملُ على مختلف الهواتف والأجهزة المحمولة بما في ذلك آي فون، آي باد، أندرويد، ويندوز 10، ويندوز فون، بلاك بيري ونوكيا إس 40. يمكن للمستخدمين أيضًا التغريد عن طريق إرسال الرسائل القصيرة. في نيسان/أبريل من عام 2017 قدّم تويتر تطبيق تويتر لايت وهو تطبيق مُصمّم للعمل في المناطق التي تُعاني من بطئ في سرعة النت مع استهلاك أقل للبيانات وذو سعة تخزين محدودة. صدر التطبيق في العديد من البلدان بما في ذلك الفلبين، المغرب، لبنان والأردن وغيرهم.

### تطبيقات الطرف الثالث
لسنوات عديدة؛ حدَّ إكس من استخدام تطبيقات الطرف الثالث من خلال السماح لـ 100.000 مستخدم فقط بهذه الخاصيّة. منذ آب/أغسطس 2010؛ بات من المطلوب استخدام برتوكول أوث عند الرغبة في العمل بتطبيقات الطرف الثالث. بروتوكول أوث هذا هو طريقة توثيق لا تتطلب منَ المستخدمين إدخال كلمة المرور الخاصة من أجلِ مصادقة التطبيق، وقد فُعِّلَت هذه الميزة من أجل زيادة الأمن وتحسين تجربة المستخدم.

### استطلاعات الرأي
في عام 2015؛ طرح تويتر ميزة استطلاعات الرأي والتي تعتمدُ على نشر تغريدة مُرفقة ببعضِ الاقتراحات للجواب. يُمكن للمستخدم التحكم في وقت نهاية الاستطلاع والذي عادة ما يمتدُ من 24 ساعة إلى أسبوع.

### الإشراف على المحتوى
أعلنت منصة إكس في يناير 2024 تأسيس قسم في أوستن بولاية تكساس مخصص لمكافحة المحتوى المتعلق بالاعتداء الجنسي على القصر، وهو موضوع يوليه المشرعون الأميركيون أهمية خاصة.وسيكون الهدف الأولي لـ"مركز التميز في مجال الأمن" توظيف "100 مشرف" يركزون أساساً على هذا النوع من المنشورات، وكذلك على الانتهاكات الأخرى لقواعد الشبكة الاجتماعية، بحسب مدير العمليات في "إكس" جو بيناروش، وذكر بيناروش أيضاً أن الأطفال دون سن 13 سنة لا يمكنهم فتح حساب، فيما يخضع القصر الأكبر سناً لقواعد أكثر صرامة من الراشدين في ما يتعلق بسرية البيانات، ولا يتم استهدافهم بالإعلانات.

### الفيديو
بحلول عام 2016؛ ركّزَ تويتر على تطوير خوارزميات تُساعد في بث الفيديوهات المباشرة من خلال استضافة مختلف الأحداث بما في ذلك مناظرات الحزبين الجمهوري والديمقراطي خلال انتخابات الرئاسة الأمريكية 2016 وذلكَ في إطار شراكة مع شبكة سي بي إس نيوز،  دريم هاك. يستضيفُ الموقع كذلك تلك الأحداث المُتعلقة بالرياضة الإلكترونية هذا فضلًا عن مباريات الدوري الوطني لكرة القدم الأمريكية موسم 2016.
خلال حفل أُقيم في نيويورك في أيار/مايو 2017؛ أعلنَ تويتر عن عزمه لإنشاء ميزة تُمكّن المستخدم من بث فيديو مباشر لمدة يوم كامل (24 ساعة) وذلك بعد الاتحاد معَ مختلف الشركاء. أعلن تويتر كذلك عن توسيع شراكاته مع عدد من الشركات التي تُقدّم وتهتم بخدمات الفيديو بما في ذلك بلومبرغ، بزفيد، شيدر وغيرهم. بشكل عام عملَ تويتر على تغطية موضات الأزياء، دوري البيسبول،
إم تي في، جوائز إم تي في الأغاني المصورة، جوائز إم تي في للأفلام وجوائز بي إي تي،  والاتحاد الوطني لكرة السلة النسائية وغير ذلك من الأحداث. وفي فبراير 2024 قامت منصة إكس بدخول عالم المصارعة الترفيهية من خلال تعاونها مع اتحاد WWE،حيث وقعت عقدًا لمدة عامين مع اتحاد WWE من أجل استضافة سلسلة أسبوعية حصرية جديدة، وتوفر السلسلة الأسبوعية المسماة WWE Speed مباريات محددة التوقيت تستمر لخمس دقائق أو أقل.

## الاستخدام
حل موقع تويتر في آذار/مارس 2018 في المرتبة الثانية عشرة على قائمة المواقع الأكثر زيارة حسب أليكسا إنترنت التي تعتمدُ على تحليل حركة المرور على الشبكة. تختلفُ تقديرات الشركة بشكل يومي لكنّ إحصاءات الحسابات النشطة تبقى ثابتة نوعًا ما. في فبراير/شباط 2009؛ صنّف موقع كومبيت.كوم تويتر في المرتبة الثالثة ضمنَ أكثر مواقع التواصل الاجتماعي استخدامًا في العالم بمُعدل 6 ملايين زائر شهريًا و55 مليون زيارة شهرية. حقّق الموقع نموًا بلغت نسبتهُ 1,382 في المئة وذلك بعد زيادة 475.000 زائر في شباط/فبراير 2008 ثم انتقل هذا العدد إلى 7 ملايين في شباط/فبراير 2009. عاد معدل نمو تويتر للانخفاض الحاد بنسبة 7.8 في المئة وذلك في عام 2015 ثم انخفضَ بنسبة 3.4 في المئة في عام 2017. صنّف موقع ستاتيستا في نيسان/أبريل عام 2017 تويتر في المرتبة العاشرة ضمنَ قائمة الشبكات الاجتماعية الأكثر استخدامًا على أساس 319 مليون زائر شهريًا. ارتفعت قاعدة المستخدمين العالمية في عام 2017 حيث وصلت إلى 328 مليون.

### التركيبة
بحلول عام 2009؛ وحسب إحصائيات الشركة نفسها فإن تويتر كان يُستخدمُ في الغالب من قِبل البالغين وكبار السن. وفقًا لكوم سكور فإنّ من تتراوح أعمارهم بين اثني عشر إلى سبعة عشر سنة لا يُمثلون سوى 11 في المئة من مجموع نسبة المُستخدمين. يعزي كوم سكور هذا إلى تويتر هو من تبنّى هذه الفكرة في وقت مبكر من تاريخ تأسيسه وربما هذا ما جعله يكتسبُ شعبية كبيرة في وسط رجال الأعمال كما ساعدهُ هذا على جذب المستخدمين الأكبر سنًا والناضجين. ومع ذلك فحسب كوم سكور أيضًا فإنّ الموقع غيّر قليلًا من سياساته في عام 2009 حيث عمل على استقطاب فئات مختلفة خاصّة بعد انضِمام مشاهير شباب مثل شاكيل أونيل، بريتني سبيرز وأشتون كوتشر.
وفقًا لدراسة قامت بها شركة سيسوموس (بالإنجليزية: Sysomos) في حزيران/يونيو 2009 فإن النساء تُشكل النسبة الأكبر ولو قليلًا مقارنة بالرّجال (53% - 47%). ذكرت الشركة أيضًا أن 5% من مستخدمي الموقع يُساهِمون بـ 75% في نشاطات الموقع كما ذُكر أن مدينة نيويورك تحتل صدراة أكثر مستخدمي تويتر مقارنة بباقي المدن الأخرى. في المجال ذاته؛ قامت شركة كوينكاست (بالإنجليزية: Quancast) ببحث في نفس الموضوع فاستنتجت أنّ 27 مليون شخص في الولايات المتحدة يستخدمُ تويتر اعتبارًا من 3 سبتمبر 2009 حيث أن 63% من مستخدمي تويتر تحت خمسة وثلاثين عامًا.

## المسائل المالية

### التمويل

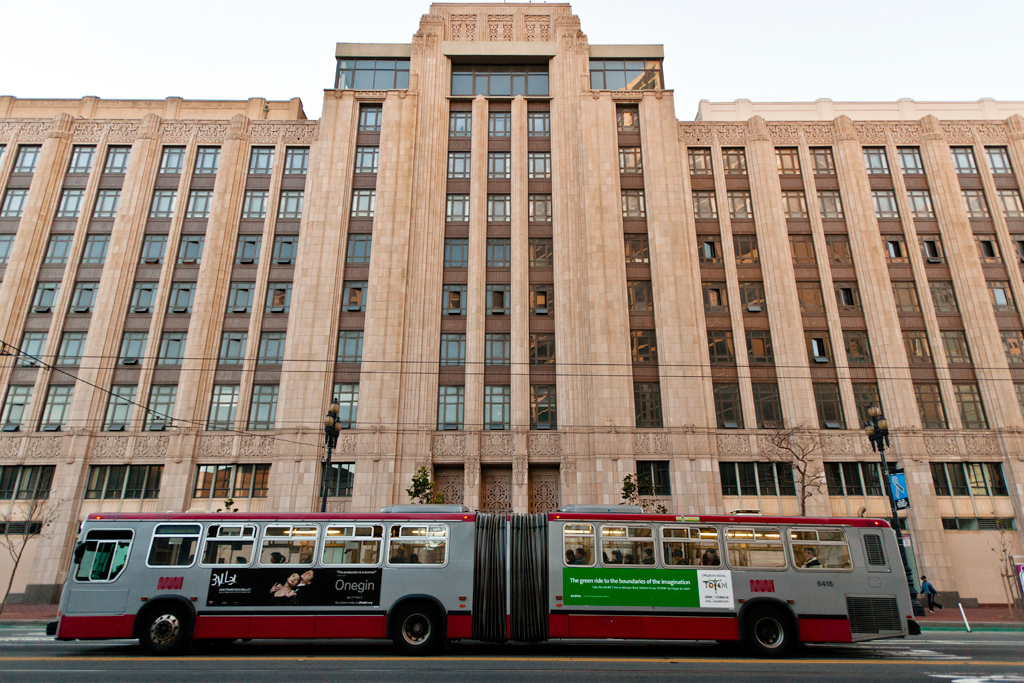
المقر الرئيسي لإكس في سان فرانسيسكو.

جمعَ تويتر أكثر من 57 مليون دولار من خلال المشروع الرأسمالي على الرغم من أن الأرقام الدقيقة غير متاحة للعموم. خلال أول جولة لجمع تمويل تويتر؛ لم يُكشف عمّا حصدهُ هذا الأخير لكن وحسبَ ما هو متداول فقد تمكّن الموقع من كسب مليون دولار في الولايات المتحدة وخمس ملايين دولار على مستوى العالم. قامَ الموقع بجولة تمويل ثانية في عام 2008 تمكنَ فيها من جمعِ مبلغ 22 مليون دولار أمّا الجولة الثالثة التي تمّت في عام 2009 فقد حصد فيها 35 مليون دولار بفضلِ دخول مستثمرين آخرين لم يُكشف عنهم.
انتشرت بعضُ الأخبار في أيار/مايو 2008 تُفيد بأن تويتر لن يستمر على المدى الطويل بسبب نقص الإيرادات. في الوقت ذاته ذكرَ عضو مجلس الإدارة تود تشافي بأن الشركة قد تربحُ أكثر من خلال التجارة الإلكترونية مشيرًا إلى أن المستخدمين قد يرغبون في شراء سلع مباشرة من تويتر خاصّة أنهُ يقدم توصيات على المنتج هذا فضلًا عن الترقيات والتخفيضات. بحلول آذار/مارس 2009 وخلال حوار صحفي توقعَ مستشار الاتصالات بيل دوغلاس أن شركة تويتر قد تبلغُ قيمتها مليار دولار في غضون ستة أشهر، 
حصلت الشركة على مبلغ 200 مليون دولار أمريكي في كانون الأول/ديسمبر 2010 وبعد دخول سوق البورصة تمكنت من بيع 35.000 سهم في آذار/مارس 2011. أعلنت الشركة في آب/أغسطس 2010 عن استثمار كبير بقيادة ديجيتال سكاي تكنولوجيز قد تصلُ الأرباح فيه إلى 800 مليون دولار أمريكي بل أفادت بعضُ وكالات الأنباء أن هذه الصفقة قد تكون أكبر مشروع في تاريخ الشركة. بحلول كانون الأول/ديسمبر 2011 استثمرَ الأمير السعودي الوليد بن طلال 300 مليون دولار في تويتر. وكانت الشركة تقدر قيمتها آنذاك بمبلغ 8.4 مليار دولار. حسب تقرير مجلة فوربس الصادر عام 2016 فإنّ قيمة الشركة تبلغُ 15.7 مليار دولار.